# Maria Ferrer Arbona
Maria Ferrer Arbona (Fornalutx, 28 de setembre de 1777 - Palma, 5 de març de 1865) va ser una religiosa seglar, pedagoga, iniciadora del col·legi de la Puresa de Palma i, a més, destacada brodadora de principis del segle xix.
Era filla del fuster Jaume Ferrer Mas i de la seva quarta esposa, Maria Arbona Mir (1756-1824). Després de la mort del pare, ella i la seva mare van dedicar-se a l'ensenyança de brodar.
Juntament amb la seva mare, el 1809 ajudà el bisbe de Mallorca, Bernat Nadal Crespí, a l'obertura al carrer de la Pau —on ara es troba la seu de l'Associació ARCA— del primitiu Col·legi d'Educadores de la Puresa de Maria Santissima per a l'ensenyança i educació de les al·lotes mallorquines. Tot i haver estat fundat pel bisbe, no era una escola conventual i les mestres que hi ensenyaven no pertanyien a cap orde religiosa. Deu anys més tard l'esmentat col·legi es traslladaria a la barriada de Santa Eulàlia, pels entorns del Convent de Santa Clara, havent-se adquirit un habitatge propietat anteriorment de la família Desclapers en el carrer aleshores així conegut i que posteriorment s'anomenà carrer de la Puresa. Maria Ferrer Arbona en fou co-rectora i després de la mort de la seva mare, rectora fins a la seva mort als vuitanta-set anys.
La Puresa fou una escola innovadora; a les escoles les nines només aprenien costura i les tasques de la llar i en la nova escola aprenien també a llegir i escriure. Això feu que les famílies benestants tinguessin alguna objecció inicial a enviar-hi les seves filles «pel perill que […] es cartegessin amb enamorats i així s'oposessin a matrimonis de conveniència». Però al 1817, vuit anys després d'obrir, la Puresa tenia 200 alumnes, 45 de les quals internes, i al 1835 ja eren 240. Les al·lotes hi aprenien també costura i altres labors d'agulla, especialment brodat artístic, un ofici que assegurava una sortida laboral perquè tenia molta demanda per a la confecció d'aixovars, vestuari i ornaments litúrgics. Maria Ferrer i la seva mare tenien fama de bones brodadores, no únicament a Mallorca; els seus brodats eren coneguts fins i tot a la Cort de Madrid i havien estat premiats en més d'una ocasió.
Per al seu manteniment, Nadal assignà a la Puresa una subvenció perpètua anual. L'ensenyament hi era gratuït i, llevat de la subvenció del bisbat, no tenia altres ingressos que el que pagaven les al·lotes que hi estaven a pensió. El 1837, ja mort el bisbe Nadal, se suprimí el delme i la subvenció de l'autoritat eclesiàstica anà minvant. Maria Ferrer, al front de l'escola, no únicament va lluitar per salvar la Puresa —l'any 1857 va demanar ajut a la reina per a solucionar el problema financer— sinó que la va ampliar amb la compra d'una casa al costat de l'escola, malgrat haver de fer-ho amb un préstec, que finalment fou satisfet per la filantropa Maria Agnès Ribera.
Les despulles de Maria Ferrer, així com les de la seva mare morta el 1824, es troben soterrades a la Capella que la Congregació de la Puresa —fundada per una de les seves successores, la Venerable Mare Alberta Giménez Adrover— té al carrer de la Puresa de Palma.
L'any 2010, Fornalutx va nomenar filles il·lustres Maria Ferrer Arbona i Maria Arbona Mir.